# Pretty Guardian Sailor Moon Eternal - Il film
Pretty Guardian Sailor Moon Eternal - Il film (劇場版美少女戦士セーラームーンエターナル?, Gekijōban Bishōjo senshi Sērā Mūn Etānaru) è un film d'animazione del 2021 diviso in due parti, prodotto da Toei Animation.
La pellicola è il sequel della serie anime Pretty Guardian Sailor Moon Crystal e copre gli eventi dell'arco narrativo Dream, comprendente i capitoli del manga compresi fra il 39 e il 49. Si tratta del quarto lungometraggio dedicato al personaggio ed il primo dopo Sailor Moon SS The Movie - Il mistero dei sogni del 1995.
Un film sequel della pellicola, nuovamente diviso in due parti, Pretty Guardian Sailor Moon Cosmos - Il film, è stato distribuito in Giappone il 9 e 30 giugno 2023.

## Trama

### Prima parte
Riprendendo da dove si è interrotta la terza stagione di Pretty Guardian Sailor Moon Crystal, durante l'eclissi solare, Usagi, Chibiusa e Mamoru ricevono una visione da un pegaso di nome Helios che chiede il loro aiuto e Mamoru sente una fitta al petto. Il Dead Moon Circus arriva su un'ammiraglia e i suoi membri evocano una barriera oscura intorno all'area in cui si trova il tendone del circo.
Quella notte, Chibiusa sogna di cavalcare Helios, che le dà un campanellino, dicendole di suonarlo se ha bisogno di lui, e che ha bisogno del Cristallo d'Oro per salvare Elysion. Quando Chibiusa cerca di tornare nel XXX secolo con Diana, la barriera oscura la ferma e avverte l'Amazoness Quartet, spingendole a inviare una tigre a indagare. Usagi e Chibiusa ottengono nuovi poteri, permettendo loro di trasformarsi in Super Sailor Moon e Super Sailor Chibi Moon. L'Amazoness Quartet invia alcuni Lemures a combattere le due Guerriere Sailor, ma li distruggono rapidamente. Mamoru sviene per il dolore al petto e PallaPalla scambia l'età di Usagi e Chibiusa.
La capobanda del circo, Zirconia, viene incaricata dalla regina Nehelenia, di lasciare che gli incubi delle Guerriere si impadroniscano di loro in modo che possa ottenere il Cristallo d'Argento Leggendario. PallaPalla invia i membri del Trio Amazzonico (composto da Fish Eye, Tiger's Eye e Hawk's Eye)  per intrappolare rispettivamente Ami, Rei e Makoto negli incubi, una Guerriera alla volta. Tuttavia, le ragazze sono in grado di liberarsi da loro e trasformarsi con i loro cristalli nelle loro forme Super, consentendo loro di distruggere il Trio Amazzonico. Helios rivela che il dolore toracico ingravescente di Mamoru è causato dalla maledizione di Nehelenia su Elysion, un luogo sacro all'interno della Terra. Questa maledizione trasforma anche Helios, il sacerdote di Elysion, in Pegasus, imprigionandolo in una gabbia da cui si proietta astrale. Sailor Moon dice che guarirà Mamoru e lo abbraccia.
Minako non è in grado di trasformarsi e VesVes invia due gemelli lanciatori di coltelli, Xenotime e Zeolite, dietro di lei. Nel conseguente conflitto, VesVes la fa cadere, ma viene salvata da Artemis, che sta per essere schiacciato con un macigno da PallaPalla ma si trasforma in umano e dona a Minako il suo cristallo, permettendole di trasformarsi in Super Sailor Venus e distruggere Xenotime e Zeolite. PallaPalla quindi intrappola le quattro Guerriere Sailor nelle viti. Usagi poi si ammala a causa di una rosa nera dentro di lei, e Zirconia porta l'oscurità sulla Terra con l'energia da incubo che ha accumulato.
In una scena dopo i titoli di coda, Sailor Saturn, parlando all'interno di Hotaru, dice che il secondo avvento è prossimo.

### Seconda parte
Sailor Saturn parla con Hotaru da dentro di lei e ripristina i suoi ricordi della sua vita precedente. Hotaru poi dà ad Haruka, Michiru e Setsuna i loro rispettivi cristalli, permettendo loro di trasformarsi in Super Sailor Uranus, Super Sailor Neptune e Super Sailor Pluto, che insieme a Super Sailor Saturn aiutano le guerriere intrappolate e legate Mercury, Mars, Jupiter e Venus dalle viti di PallaPalla. Sailor Chibi Moon, Sailor Moon e Tuxedo Mask arrivano per aiutare, ma Sailor Moon e Tuxedo Mask vengono feriti mortalmente da Zirconia, che si ritira con l'Amazoness Quartet. Helios teletrasporta Usagi e Mamoru su Elysion per salvare le loro vite con il potere di purificazione che gli è rimasto. Sailor Chibi Moon e Sailor Saturn inseguono l'Amazoness Quartet e lo affrontano all'interno della loro tenda, e Sailor Saturn rivela che l'Amazoness Quartet è stato corrotto dal potere da incubo di Nehelenia. Quando l'Amazoness Quartet inizia a ricordare, Zirconia le imprigiona all'interno di sfere e intrappola Sailor Chibi Moon e Sailor Saturn all'interno di schegge di vetro, prima di mettere tutte e sei nello specchio di Nehelenia.
Su Elysion, Helios spiega a Usagi e Mamoru che il Regno Dorato esisteva su Elysion, di cui Mamoru, come Endymion, era il principe, e il Cristallo d'Oro è la controparte di Elysion al Cristallo d'Argento Leggendario del Regno Argentato. Usagi realizza che il Cristallo d'Oro è dentro Mamoru come il Cristallo d'Argento Leggendario è dentro di lei. Helios rimanda Usagi e Mamoru in superficie. Usagi e Mamoru si trasformano di nuovo, Zirconia getta una nebbia calda e soffocante intorno a loro e alle altre Guerriere Sailor. Helios usa l'ultimo dei suoi poteri per inviare i cristalli purificanti di Elysion sulla Terra, bloccando la nebbia di Zirconia e apparentemente morendo di conseguenza. Zirconia attacca le Guerriere e Tuxedo Mask, ma Sailor Moon la segue nello specchio di Nehelenia, dove rilascia Sailor Chibi Moon e Sailor Saturn, con quest'ultima che prende con sé le sfere contenenti l'Amazoness Quartet, mentre Zirconia rimane dentro lo specchio.
Il Dead Moon Circus scompare, ma l'oscurità rimane sulla Terra. Tuxedo Mask si rende conto che il Dead Moon Circus si è teletrasportato su Elysion e tutte le Guerriere decidono di teletrasportarsi anche lì per fermare la minaccia. Sailor Moon attacca Nehelenia all'interno del suo specchio e riflette il suo attacco su di lei e sugli altri, mandandoli in un flashback del passato di Nehelenia: Nehelenia arrivò alla celebrazione della nascita della Principessa Serenity, alla quale non fu invitata. Fu affrontata dalla Regina Serenity e le chiese di andarsene se le sue intenzioni fossero maligne. Mentre lo scambio si intensificò, la Regina Serenity bandì e sigillò permanentemente Nehelenia nel suo specchio usando il Cristallo d'Argento Leggendario. Nehelenia poi maledisse la principessa e il Regno Argentato fino alla loro rovina.
Nehelenia prende il Cristallo d'Argento Leggendario da Sailor Moon, ritrasformandola in Usagi, ma prima che possa uccidere le Guerriere Sailor e conquistare la Terra, Usagi e Tuxedo Mask si baciano, liberandosi dall'incubo di Nehelenia e riprendendosi il Cristallo d'Argento Leggendario. Sailor Moon trasforma le altre Guerriere nelle loro forme principesche ed evoca Luna, Artemis e Diana in forma umana. Le altre Guerriere Sailor e Tuxedo Mask, usando il suo Cristallo d'Oro, inviano potere a Sailor Moon, trasformandola in Eternal Sailor Moon, che distrugge Nehelenia e il suo specchio, riportando la Terra e Elysion alla normalità e facendo scomparire la gabbia di Helios. Helios è tornato alla sua forma umana ed Eternal Sailor Chibi Moon lo fa rivivere con il potere del suo Cristallo della Luna Rosa, facendo sì che Helios si renda conto che era la fanciulla nella sua visione. Sailor Moon rilascia l'Amazoness Quartet, che si rivelano essere Guerriere Sailor degli asteroidi chiamate Sailor Ceres, Sailor Pallas, Sailor Juno e Sailor Vesta, che dormivano nella giungla amazzonica fino a quando Nehelenia non le costrinse a risvegliarsi in un incubo. Tornano a dormire, per risvegliarsi quando Sailor Chibi Moon diventerà in futuro una Guerriera Sailor a tutti gli effetti. Helios scorta gli altri in superficie prima di tornare a Elysion, assicurando a Chibiusa che si incontreranno ancora. Mamoru si chiede se la sensazione di calore nel suo petto sia causata dal Cristallo d'Oro, ma Usagi assicura che è una stella che brilla nel suo cuore.

## Promozione
All'Usagi Birthday Special Party 2019, Toei Animation ha pubblicato un teaser, e annunciato che il film sarà diviso in due capitoli.

## Distribuzione

### Giappone
Il 23 ottobre 2019 Toei Animation ha confermato la data di pubblicazione della prima parte del film per l'11 settembre 2020.
A causa della pandemia di COVID-19, la data di uscita delle due parti del film è stata posticipata al 2021: la prima parte è uscita l'8 gennaio 2021, mentre la seconda l'11 febbraio dello stesso anno.

### Occidente
I diritti di distribuzione per l'occidente di entrambe le parti del film sono stati acquisiti da Netflix e sono state pubblicate il 3 giugno 2021.

## Doppiaggio
Per il doppiaggio originale giapponese, le doppiatrici della precedente serie sono state riconfermate, come annunciato nel teaser video doppiato dalle medesime. Gli altri doppiatori sono stati svelati man mano durante la campagna promozionale.
Anche per l'edizione italiana sono stati richiamati i membri principali del cast di Pretty Guardian Sailor Moon Crystal.
Il doppiaggio è stato curato dalla VSI Rome e diretto da Simone Veltroni, con l'adattamento dei dialoghi di Laura Cosenza.